# Journal of Vietnamese Studies
Journal of Vietnamese Studies (Tập san Nghiên cứu về Việt Nam) là một tập san bình duyệt, do Nhà xuất bản Đại học California phát hành. Tập san ra mắt lần đầu tiên vào năm 2006, và được công bố trên danh nghĩa của Trung tâm Nghiên cứu Đông Nam Á của Đại học California tại Berkeley. Tập san xuất bản những nghiên cứu gốc về khoa học xã hội và nhân văn về lịch sử, chính trị, văn hóa và xã hội Việt Nam, bao gồm cả đánh giá sách, thông tin liên lạc với các biên tập viên, và đôi khi còn dịch tài liệu và văn bản tiếng Việt. ISSN là 1559-372X.